# Claviger longicornis
Claviger longicornis – chrząszcz z rodziny kusakowatych, podrodziny Pselaphinae. Jest gatunkiem typowym podrodzaju Clavifer.

## Biologia
Tak jak inni przedstawiciele plemienia Clavigerini, jest gatunkiem obligatoryjnie myrmekofilnym. Biologia C. longicornis prawdopodobnie jest zbliżona do C. testaceus, ale obserwacje zachowań tych chrząszczy są dużo bardziej skąpe. Głównym gospodarzem jest Lasius umbratus, niekiedy chrząszcze tego gatunku spotyka się w gniazdach Lasius mixtus, rzadko Lasius niger i Lasius brunneus. Gniazda L. umbratus zakładane są głębiej w ziemi niż gniazda L. flavus (głównego gospodarza C. testaceus), co prawdopodobnie przyczynia się do względnej rzadkości tego chrząszcza w kolekcjach entomologicznych.

## Występowanie
Występuje w niemal całej Europie.